# Maryport

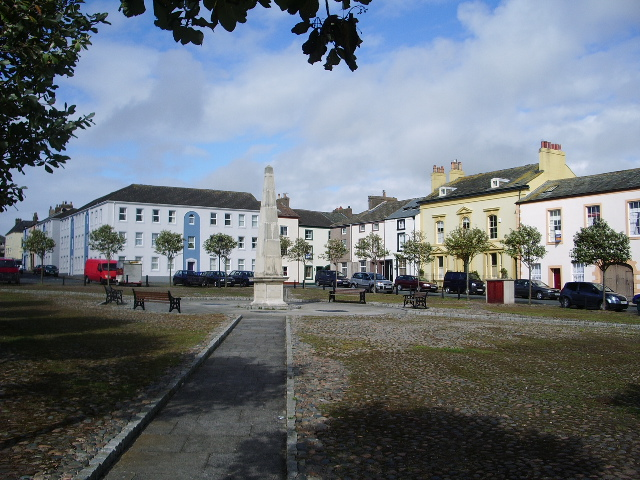
Fleming Square in Maryport (2007)

Maryport ist eine Stadt in der Unitary Authority Cumberland im Nordwesten von England. Die Stadt liegt am Solway Firth, in den der River Ellen in der Stadt mündet.

## Geschichte
Ungefähr 122 n. Chr. war Maryport ein römisches Fort, dessen Name vermutlich Alauna lautete. Es diente knapp 300 Jahre lang als wichtiger Stützpunkt für die Römer, da es den Hadrianswall ergänzte. In dieser Zeit entstand rund um das Fort eine Siedlung (Vicus). Auf der Nordseite des Forts befand sich wahrscheinlich ein Hafen, der von Archäologen 2014 entdeckt wurde.  Nachdem die Römer 410 n. Chr. Großbritannien verließen, wurde das Fort aufgegeben und Alauna verlor an Größe und Wichtigkeit. Über die Geschichte danach ist nur wenig bekannt, aber bedingt durch einige Funde wird angenommen, dass die Wikinger zumindest einige Zeit in der Gegend siedelten.
Zu Beginn des 18. Jahrhunderts war der Ort, der irgendwann in Ellenfoot umbenannt worden war, nur ein kleiner Fischerort am River Ellen. Nachdem Humphrey Senhouse sich in Maryport ansiedelte, erstellte er für den Ort einen Entwicklungsplan und richtete einen Hafen ein. 1749 benannte er den Ort nach seiner Frau Mary in Maryport um. 1791 bestätigte das britische Parlament den neuen Namen.
Die Stadt entwickelte sich in den nächsten Jahrhunderten durch den Hafen schnell zu einem industriellen Mittelpunkt. Im 19. Jahrhundert siedelte sich eine Eisengießerei an. Da der Kohlenbergbau florierte, wurde in den 1840er Jahren mit George Stephenson als Ingenieur zum Kohletransport die Eisenbahn nach Carlisle gebaut. Maryports Docks exportierten über 340.000 Tonnen Kohle allein im Jahr 1857.
Anfang des 20. Jahrhunderts, als ungefähr 20.000 Menschen in der Stadt lebten, erlitt die Wirtschaft eine schwere Krise. Moderne Schiffe waren zu groß für den Hafen und schließlich stagnierte auch der Handel. Während der Depression erreichte die Arbeitslosigkeit einen Stand von 50 %. Erst während des Zweiten Weltkriegs erholte sich die Stadt langsam wieder, aber auch in den folgenden Jahrzehnten konnte sie ihren früheren Status als Industrie- und Hafenstadt nicht mehr zurückerlangen. 2000 schloss schließlich die letzte Kohlenmine.
Heutzutage lebt die Stadt nach einer Reihe von Entwicklungsprogrammen vom Tourismus.

## Sehenswürdigkeiten
Neben einem jährlich im Sommer stattfindenden Blues-Festival, das mittlerweile Szene-Größen wie Dionne Warwick, Jools Holland, Elkie Brooks und Buddy Guy anzieht, finden sich historisch bedingt vor allem Sehenswürdigkeiten aus der Zeit der Römer wie der Hadrianswall, ein römisches Museum und mehrere Ausgrabungsstätten im Ort. Aber auch der Hafen steuert mit dem Museum Maryport Marina und dem Lake District Coast Aquarium seinen Teil zum Tourismus bei.